# Chiarenza

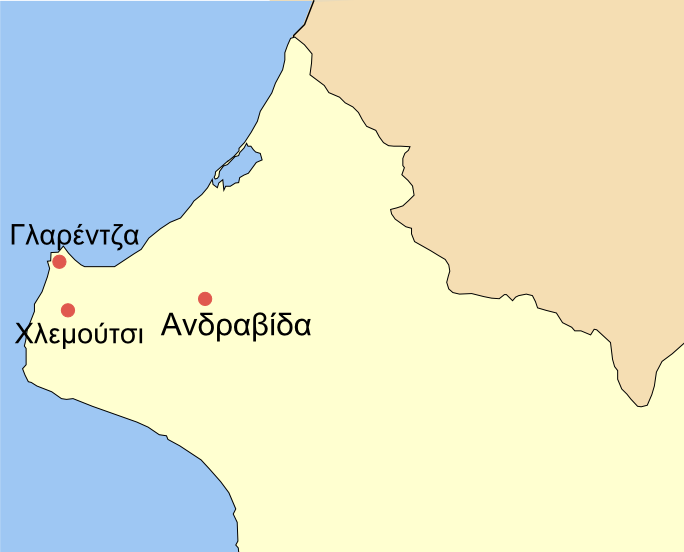
Il sito di Chiarenza e il territorio circostante con le città di Andravida e il castello di Chlemousi.

Chiarenza è stata la più importante città portuale del Principato di Acaia e della Morea (Peloponneso) durante il dominio dei "Franchi" (crociati di origine europea che investirono i territori dell'Impero Bizantino dal XIII secolo al XV secolo), si trovava nei pressi dell'antica città di Cillene (odierno comune di Andravida-Kyllini), nei pressi di uno dei promontori più occidentali del Peloponneso. L'ortografia del nome della città (forse dalla parola latina clarentia, lucentezza) spesso varia a seconda della fonte, si possono anche trovare Clarentia, Clarencia, ma anche Glarentza, Glarentsa, Clarentza, Klarentza. Da qui, ha funzionato per un breve ma intenso periodo un vivace commercio con le città mercantili italiane.
Anche dopo la scomparsa del porto, la località ha conservato per secoli la denominazione di Capo Chiarenza e come tale segnalata nelle carte nautiche e nei portolani dell'età moderna.

## Geografia

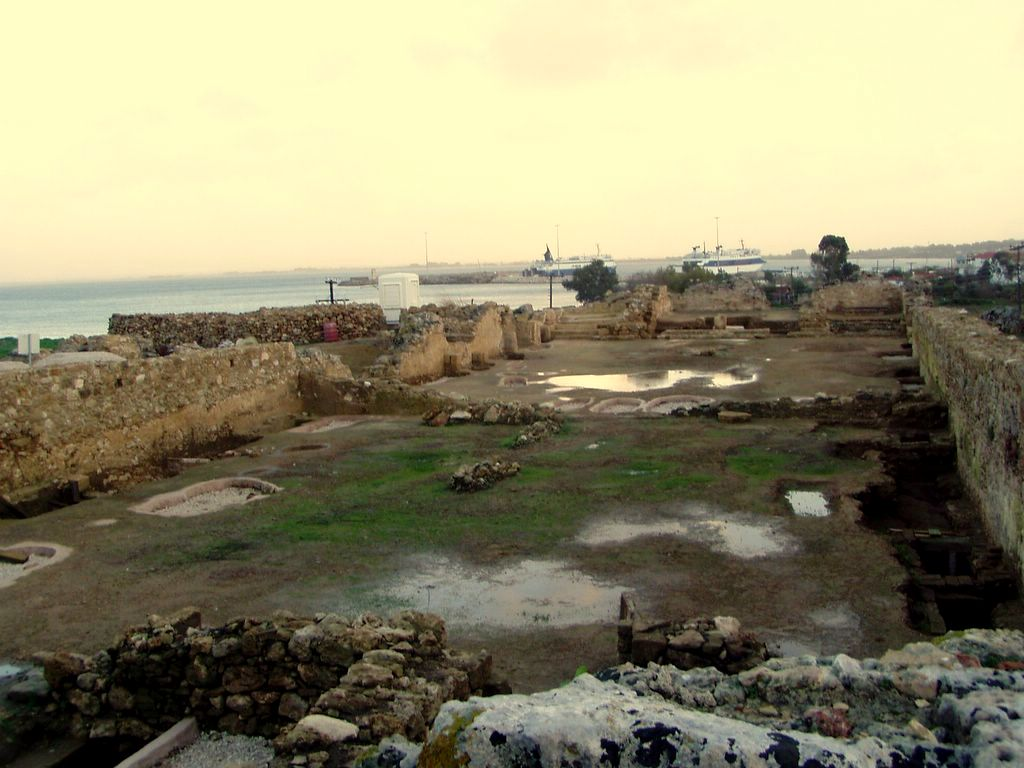
I resti del castello di Chiarenza

I resti della città medievale di Chiarenza attualmente si trovano nel territorio di Kastro-Kyllini, a meno di un chilometro a nord-ovest dal porto dal moderno porto di Kyllini, su un terreno leggermente elevato a Capo Kyllini (Ακρωτήρι Κυλλήνης) leggermente digradante verso il nord e ad est, con una bassa scogliera che limita il sistema a ovest verso il mare. Qui era una piccola fortezza, denominata Paleokastro (Παλαιόκαστρο, Vecchio castello). Dalla parte di terra, l'impianto era circondato da un muro con un fossato. Chiarenza occupa una superficie di circa 450 x 350 metri. Le zone umide oggi interrate nella zona adiacente a Nord corrispondono all'area della baia del porto.

## Storia

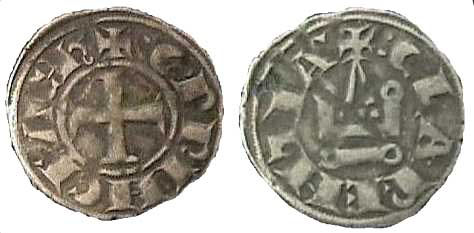
Tornese di Clarentia del tempo di Guglielmo di Villehardouin.

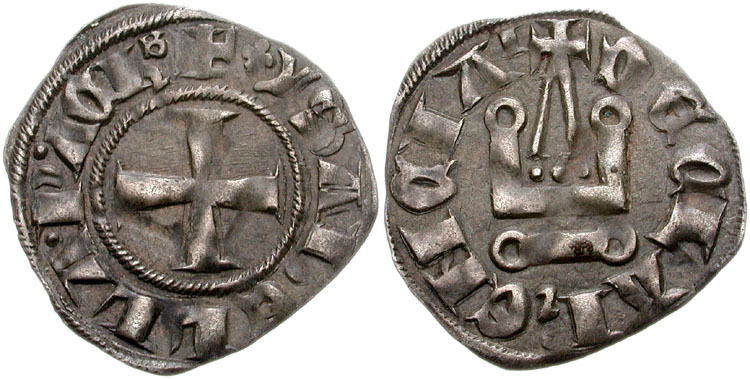
Tornese di Clarencia del tempo di Isabella de Villehardouin.

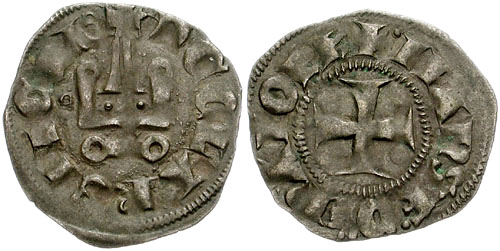
Tornese di Clarencia del tempo di Ferdinando di Maiorca.

La città fu costruita nel XIII secolo dai Villehardouin sul sito dell'antica Kyllene nella regione di Ilia. Era il porto della capitale del principato, Andravida, situata a 12 km di distanza. Il porto e il castello di Chiarenza erano protetti dalla fortezza di Chlemoutsi che è a circa 5 km.
La Cronaca di Morea e la Cronaca catalana di Ramon Muntaner evocano spesso la città come teatro di eventi e luogo di transito nei viaggi tra Oriente latino e le regioni europee.
La particolare importanza della città è dimostrata dal fatto che sin dal 1249 Luigi IX concesse a Guglielmo II di Villehardouin, principe d'Acaia, il diritto di coniare monete nel suo Principato. I tornesi di Chiarenza che portavano la iscrizione CLARENTIA o DE CLARENCIA divennero presto un mezzo di pagamento su tutti i mercati europei. Come porto di sosta lungo le rotte marittime verso l'Oriente, Chiarenza è stato visitato da numerose navi genovesi e veneziane. Grandi banche europee hanno concentrato qui le loro case, tra cui i Peruzzi e la Società degli Acciaiuoli, con il famoso Niccolò Acciaioli.
Nel XIV secolo Chiarenza portava il soprannome di "La Superba" ed era un possesso della dinastia angioina dei re di Napoli: nel 1306 il principato d'Acaia infatti passò da Isabella di Villehardouin a Filippo I d'Angiò, principe di Taranto, despota dell'Epiro, e poi imperatore titolare di Costantinopoli.
Ferdinando d'Aragona, pretendente al principato di Acaia, fatto prigioniero nella battaglia di Manolara, nell'Elide, il 5 luglio 1316, fu impiccato a Chiarenza.
Contesa tra il Principato, i catalani ed i Bizantini, passò di mano diverse volte.
Nei primi anni del XV secolo la prosperità della città cominciò a diminuire, come il resto del Principato che era nelle mani della famiglia di Tocco, Conti Palatini di Cefalonia e Zante e despoti dell'Epiro.
Nel 1428 la città fu conquistata da Teodoro II, despota di Morea, che la governò col fratello Costantino XI Paleologo, imperatore bizantino: questi nel 1430 abbatté le mura per impedire le frequenti rivolte.
Durante il periodo ottomano poi Chiarenza perse il suo antico splendore e la funzione importante di porto a beneficio di Patrasso e Modone.